# Pomatoceros caerulescens
Pomatoceros caerulescens är en ringmaskart som först beskrevs av non Augener 1922, och fick sitt nu gällande namn av Pequegnat 1968. Pomatoceros caerulescens ingår i släktet Pomatoceros och familjen Serpulidae. Inga underarter finns listade i Catalogue of Life.